# ヴィンス・カーター
ヴィンス・カーターことヴィンセント・ラマー・カーター・ジュニア (Vincent Lamar Carter Jr. , 1977年1月26日 - ) は、アメリカ合衆国・フロリダ州デイトナビーチ出身の元プロバスケットボール選手。
類いまれなジャンプ力を持ちジョーダンの後継者と呼ぶに相応しいと謳われ、リーグ屈指のスラムダンカーとして人気の高い選手であったことから、「Vinsanity (ヴィンサニティ) 」、「Air Canada (エア・カナダ) 」、「Half Man, Half Amazing」などの愛称がある。また、数々の選手やジャーナリスト、NBA公式から、史上最高のダンカーとして評されている。
カーターはキャリア前半にその身体能力と創造性の高い華麗なダンクでスタープレイヤーとなった一方で、キャリア後期にかけてはシューターとしての能力を伸ばし、ユーティリティー性の高いロールプレイヤーへと変貌したことで非常に息の長いキャリアを送った。22年間のNBAキャリアは歴代最長、通算試合出場数は歴代3位である。キャリア前年はトロント・ラプターズ、ニュージャージー・ネッツでエースとして活躍し、後年はロールプレイヤーに転身し多くのチームを渡り歩いた。

## 経歴

### NBA以前
初めてリングに触ったのは小学5年生の時、身長は152cmだったという。初めてダンクをしたのは小学6年生の時で、身長は既に173cmに達していた。高校ではバスケットボールと共にバレーボールをプレー。バスケットではフロリダ州のミスターバスケットボールに選ばれ、バレーボールではアメリカ代表候補に選ばれたが、カーターが選んだのはバスケットボールだった。カーターは、名門ノースカロライナ大学に進学。大学時代はアントワン・ジェイミソンらとプレーし、3年生の時にはオールACCファーストチーム、オールアメリカ・セカンドチームに選出された。ファイナル・フォー敗退後、アーリーエントリーを宣言しNBA入りする。

### トロント・ラプターズ

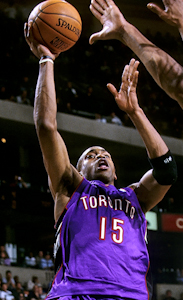
トロント・ラプターズ時代のカーター

1998年のNBAドラフトでゴールデンステート・ウォリアーズが全体5位として指名するが、即座にジェイミソンと交換でトロント・ラプターズに移籍。この年から活躍し、新人王投票では118票中113票で受賞、NBAオールルーキーチームの1stチームに選出された。トロントの球団設立以来初のフランチャイズのスーパースターとしてカナダでは爆発的な人気を誇る選手になっていく。
翌1999-2000シーズン、2年目にして早くも平均25得点を超え（リーグ総得点はシャキールオニールに次ぐ2位、平均得点は4位）エースの地位を確立。
NBAオールスターゲームに2年目の選手にして最多投票で先発。また、スラムダンクコンテストにも出場し、試技5回中3回で満点を記録。驚異的なパフォーマンスを披露し優勝し同コンテストの記念碑的な年となった。
ルーキーイヤー以外のオールスターゲームに2001年～2007年まで7年連続出場（ルーキーイヤーはロックアウトによりオールスターゲーム自体が開催されなかった）。その内の5回はファン投票の獲得数で決まる先発選手として出場した。2000年・2001年・2002年・2004年には、最多得票で選出されている。
2年目のカーターはチームのエースとしてラプターズを球団創設以来初のプレーオフ進出へ導く。特にプラスマイナスでカーターが+17、チーム2位のチャールズオークリーが+2にしかなく、いかにカーターの独力でプレーオフまで導いたかがわかる。
また、3年目のいとこであるトレーシー・マグレディも先発に定着し平均15得点とチームの未来は明るいかに見えた。
2000-2001シーズン。前年開花の予感を見せていたトレーシー・マグレディがエースの座に付きたいという考えから、ルーキー契約終了と共にFAでマジックへと移籍。
その一方でカーターは前年より更に活躍。平均得点を27.6点まで上昇させリーグ屈指の点取屋と目されるようになりプレーオフへと進出。
イースタンカンファレンスセミファイナルでは、その年NBAファイナルまで進出するフィラデルフィア・セブンティーシクサーズと激突。同シリーズはプレーオフ史上でも屈指の好シリーズとして残ることになる。
リーグ得点王のアレン・アイバーソンとのスコアラー対決に注目が集まる中、両エースは互いに譲らず超ハイレベルな点取り合戦となる。
1戦目はアイバーソンが36点、カーターが35点を上げラプターズが先取すれば、2戦目はアイバーソンが54点と爆発しシクサーズ勝利。負けじと3戦目はカーターが50点でラプターズ勝利と互いに攻撃の手を緩めないまま行方は第7戦までもつれ、シクサーズ1点リードで試合残り2.0秒、左コーナーでフェイクからマークを振り切ったカーターのラストショットは惜しくも外れて決着となった。
後のイースト優勝チームを最後まで苦しめたものの、この時には地元ファンの期待のハードルはかなり高いものとなっており、第7戦の試合前にカーターが母校のノースカロライナ大の卒業式に参加するために試合前練習とミーティングを欠席していたことが判明すると、「そのせいでラストショットを外した」「もうすでにプロなのだから学生生活より仕事を最優先にすべき」等、批判的に論じられ物議を醸すことになり、釈明会見まで開かれる騒動に。
この騒動は、NBA入りから3年間で急激に高まった人気の反面、些細な点でも批判が巻き起こるようになったカーターと地元、球団間で不穏な空気が流れ始めるきっかけとなり、同時にこの時のラストショットは後年まで本人の苦い記憶に残ることになる。
2000年シドニーオリンピックではトム・ググリオッタの代役で、アメリカ代表チームドリームチームの一員として出場、大活躍し金メダルを獲得。218cmのフレデリック・ワイスを飛び越えたポスターダンクは、人間越えダンクとして大会のハイライトとなった。
2001-2002シーズン終盤、サンアントニオ・スパーズ戦でティム・ダンカンにファウルされた時に左膝を故障。すぐに回復するものと思われたが、想像以上に故障の度合いが酷く、長期の欠場。この間にチームは泥沼の16連敗を喫する。カーターは故障の癒えないまま連敗を止めるために一時復帰。なんとか連敗を止めるも故障の状態が思わしくないために内視鏡手術を決意。残りの全試合を欠場することとなった。しかし、カーターの欠場が決まった直後からチームは奇跡の14連勝を挙げプレーオフに出場。この一件をきっかけにファンやメディアの間でカーター不要説が囁かれ始めるようになった。
2002-2003シーズンも故障は完全に癒えておらず43試合のみの出場とシーズンの大半を欠場。何とか平均得点は20点代を記録するも、故障前のカーターとは別人のようになってしまった。このころから、カーターの評価、存在感、チーム内での重要度が失われていった。
2003-2004シーズンは復活を果たす。73試合に出場し、平均得点も22.5とリーグ8位の好成績を記録。しかし、プレーオフには出場できなかった。HCの交代でチーム全体のオフェンスが機能せず、シーズン中に主力を入れ替えるトレードを行ったことが原因とされる。カーター自身もチームの改革を望んでいたところ、カーターとラプターズ首脳陣との間で「チームの新しい首脳陣の人事は君にも相談する」との約束が交わされる。しかし実際には何の相談もなく人事は決定（カーターはジュリアス・アービングのフロント入りを希望していたが叶えられなかった）。これに腹を立てたカーターはトレードを要求。そのままシーズンが開幕するも明らかにモチベーションの低いプレーを連発した。
ラプターズもカーターのモチベーション低下による散漫なプレーに仕方なくトレード要求を承認。2004年12月17日、ニュージャージー・ネッツにアーロン・ウィリアムス、エリック・ウィリアムス、アロンゾ・モーニング (モーニングはラプターズでのプレーを拒否し、バイアウトで解雇後、マイアミ・ヒートと契約) との交換で初の移籍を果たす。ちなみにこのトレードはラプターズにとって全く旨みのないトレードで、NBA史上最低のトレードとも酷評された。

### ニュージャージー・ネッツ
移籍先のネッツは当時リーグ最高峰のポイントガードであったジェイソン・キッドが在籍していたチームであり、カーターとキッドのバックコートコンビは大いに注目を集めた一方で、カーターとプレイスタイルで被るリチャード・ジェファーソンとの共存については疑問視されていた。しかしジェファーソンはカーター移籍直後に故障。このシーズンで3人揃ってコートに立つことはなく問題は先送りになったが、新天地で心機一転したカーターは移籍後の平均得点ではリーグ2位に値する27.6を記録。（シーズン通算は24.3）故障者が多かったチームを滑り込みでプレーオフに導いた。

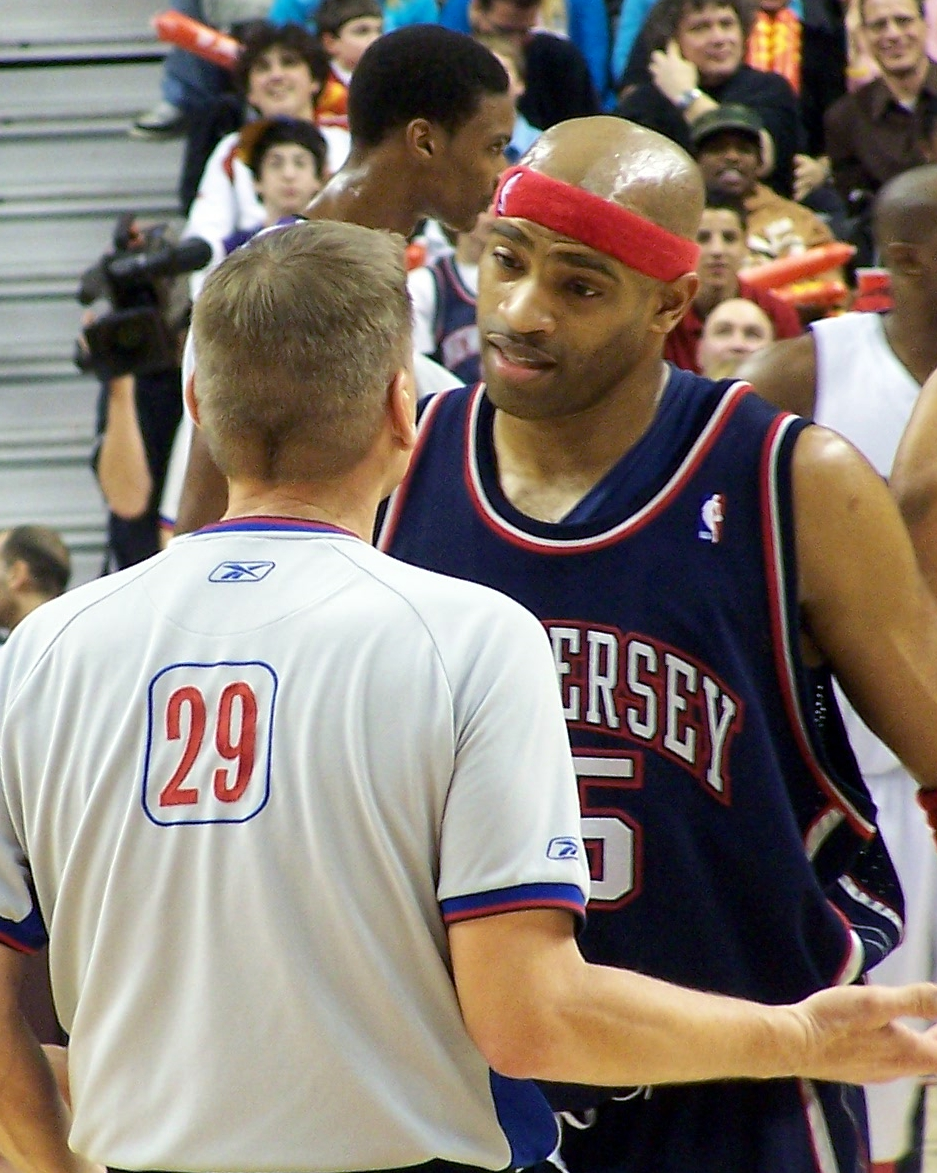
2006年のカーター

翌2005-2006シーズンにはようやく主力3名が揃って開幕を迎え、カーターは得点面で活躍。ジェファーソンとの共存も問題なくクリアし、かつての豪快なダンクも復活した。チームはディビジョンを制し、プレーオフに進出したが、カンファレンスセミファイナルでマイアミ・ヒートに敗れた。
2006-2007シーズンは主力選手であるネナド・クリスティッチとジェファーソンが相次いで故障しチームから離脱するなか、カーターは82試合に出場。キッドと共に低迷するチームを支えた。ネッツは本来キッドを中心とするアップテンポなゲーム展開を得意としていたが、このシーズンからはカーターを中心とするハーフコートオフェンスが目立つように。カーターはオールスター出場を逃すなど、やや物足りないシーズンとなったが、キャリア二回目のトリプルダブルを記録した。
2007-2008シーズンは序盤から指と足に故障を抱えた状態でプレーをしたこともあり、平均得点は前年よりもダウン。チーム不調の原因にもなった。しかし、故障を抱えた状態での成績としては一定の評価を得る。平均得点20点以上、平均アシスト5以上、平均リバウンド5以上の記録を残したのはカーターの他にコービー・ブライアント、レブロン・ジェームズ、トレイシー・マグレディの4人のみであった。チームはレブロン・ジェームズ獲得を視野に入れた改革に着手。チームの核であったキッド放出もあり、プレーオフ進出を逃すこととなった。
2008-2009シーズンは昨シーズンの故障も回復し平均得点20.8点、平均アシスト4.7、平均リバウンド5.1とオールラウンドな成績を残し序盤はチームも健闘したものの最終的にはプレーオフ進出を逃す。チーム首脳陣はカーター中心のチームからデビン・ハリスをはじめとした低コストの選手で構成し、2010年のFA選手（レブロン）を狙う戦略をさらに進めた。

### オーランド・マジック

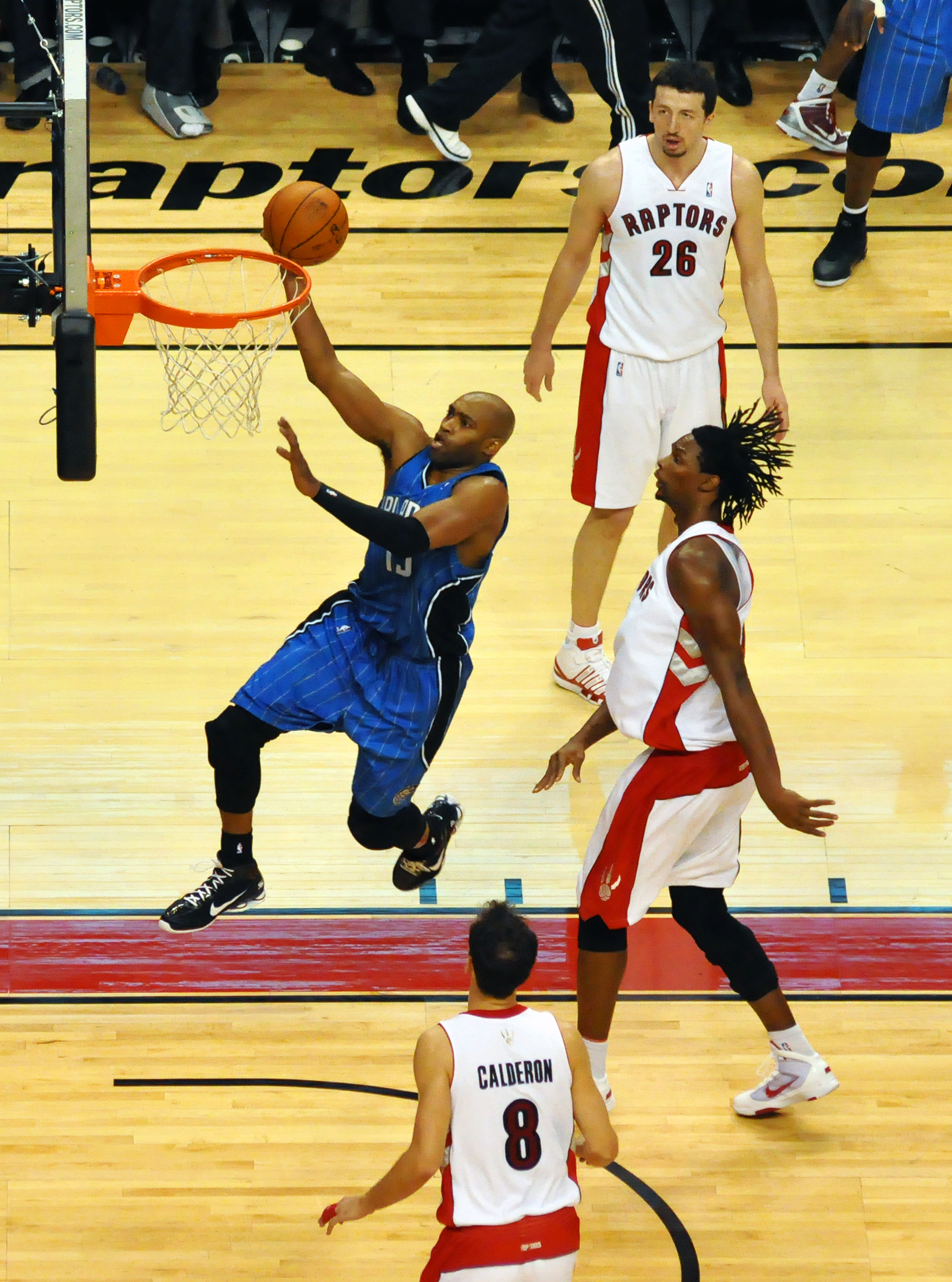
ラプターズ戦でレイアップを披露するカーター（2009年11月）。

2009年6月25日にレイファー・アルストン、トニー・バティ、コートニー・リーとのトレードでライアン・アンダーソンと共に故郷にあるオーランド・マジックへ移籍した。

### フェニックス・サンズ
2010年12月18日に3チームが絡むトレードでミカエル・ピートラス、マルチン・ゴルタット、2011年のドラフト1巡目指名権、現金と共にフェニックス・サンズへ移籍した。

### ダラス・マーベリックス

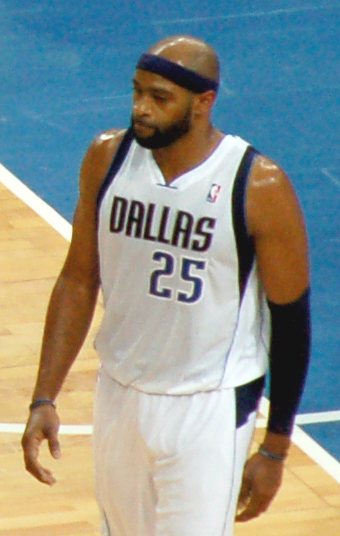
2012年のマーベリックスでのカーター

2011年12月12日にダラス・マーベリックスとの3年契約に合意した。
2014年のプレーオフ、サンアントニオ・スパーズ戦の第3戦目では、劇的なブザービーターを決めた。奇しくも2000年のシクサーズとの第7戦のラストショットと同じ左コーナーからのブザービーターであり、後にインタビューでこのことが頭にあったといい、後悔の呪縛からようやく解放されたと語っている。

### メンフィス・グリズリーズ
2014年7月12日にメンフィス・グリズリーズとの複数年契約に合意した。

### サクラメント・キングス

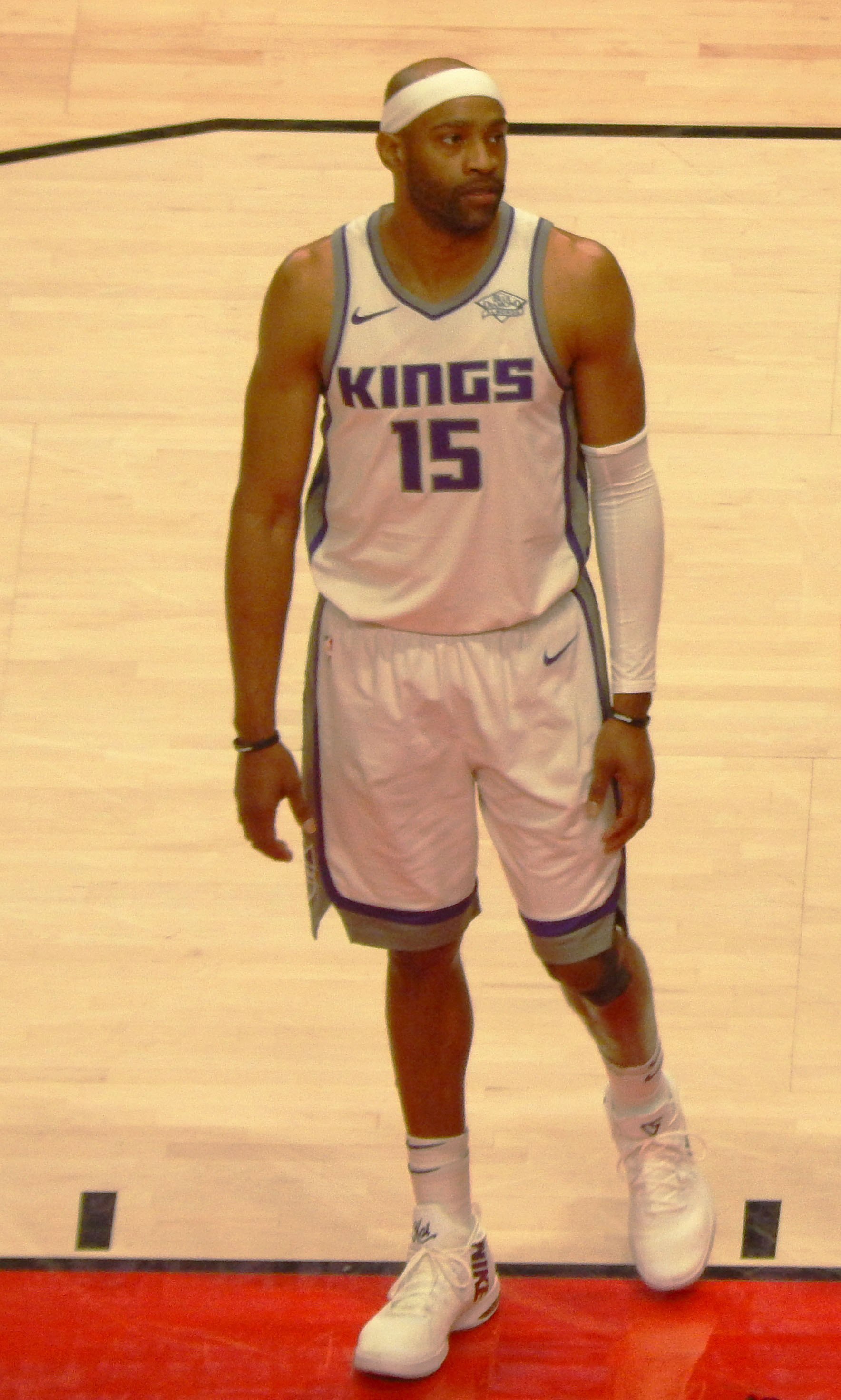
2018年のサクラメント・キングスでのカーター

2017年7月6日にサクラメント・キングスとの1年800万ドルの契約に合意した。

### アトランタ・ホークス
2018年8月24日にアトランタ・ホークスとの1年240万ドルの契約に合意した。11月21日のトロント・ラプターズ戦で14得点を記録し、NBA史上21人目となる通算2万5,000得点を達成した。
2019年9月20日にホークスとの1年250万ドルの再契約に合意した。
2019-2020シーズン途中、今季限りでの現役引退を表明した。2020年1月4日のインディアナ・ペイサーズ戦にてベンチから出場し、1990年代、2000年代、2010年代、2020年代の4つの年代にかけてプレーしたNBA唯一の選手となった。2020年3月11日のニューヨーク・ニックス戦の試合中に、新型コロナウイルスの影響でNBAのシーズンが中断することが決定。このときカーターは既にベンチに退いていたが、この試合が引退試合となる可能性が出てきたため、オーバータイムの残り20秒でコートに戻ると、トレイ・ヤングからのアシストを受けて3ポイントシュートを決めた。試合後には自身のTwitterでチームメイトやファンに感謝の思いを綴った。

### 引退へ
2020年6月4日、NBAは両カンファレンスの1~8位までの16チームと、プレーオフ出場圏内の6チームを合わせた22チームで7月31日からシーズンを再開することを発表。カンファレンス14位と低迷しているホークスは該当チームではないため、カーターの引退が決定した。
その後6月25日に正式に引退を表明した。
2024年4月7日（現地6日）、バスケットボール殿堂は2024年の殿堂入り13人を発表。カーターは資格1年目にして早くも殿堂入りを果たす。
同年5月、ネッツは在籍時の功績により、当時カーターが着用していた背番号15番を永久欠番とすることを表明した。

## 個人成績

### NBA

#### レギュラーシーズン
| シーズン     | チーム       | GP    | GS  | MPG  | FG%  | 3P%  | FT%  | RPG | APG | SPG | BPG | TO  | PPG  |
| ------------ | ------------ | ----- | --- | ---- | ---- | ---- | ---- | --- | --- | --- | --- | --- | ---- |
| 1998–99      | TOR          | 50*   | 49  | 35.2 | .450 | .288 | .761 | 5.7 | 3.0 | 1.1 | 1.5 | 2.2 | 18.3 |
| 1999–00      | TOR          | 82    | 82  | 38.1 | .465 | .403 | .791 | 5.8 | 3.9 | 1.3 | 1.1 | 2.1 | 25.7 |
| 2000–01      | TOR          | 75    | 75  | 39.7 | .460 | .408 | .765 | 5.5 | 3.9 | 1.5 | 1.1 | 2.2 | 27.6 |
| 2001–02      | TOR          | 60    | 60  | 39.8 | .428 | .387 | .798 | 5.2 | 4.0 | 1.6 | .7  | 2.5 | 24.7 |
| 2002–03      | TOR          | 43    | 42  | 34.2 | .467 | .344 | .806 | 4.4 | 3.3 | 1.1 | 1.0 | 1.7 | 20.6 |
| 2003–04      | TOR          | 73    | 73  | 38.2 | .417 | .383 | .806 | 4.8 | 4.8 | 1.2 | .9  | 3.0 | 22.5 |
| 2004–05      | TOR          | 20    | 20  | 30.4 | .411 | .322 | .694 | 3.3 | 3.1 | 1.3 | .8  | 1.1 | 15.9 |
| 2004–05      | NJN          | 57    | 56  | 38.9 | .462 | .425 | .817 | 5.9 | 4.7 | 1.5 | .6  | 2.5 | 27.5 |
| 2005–06      | NJN          | 79    | 79  | 36.8 | .430 | .341 | .799 | 5.8 | 4.3 | 1.2 | .7  | 2.7 | 24.2 |
| 2006–07      | NJN          | 82*   | 82* | 38.1 | .454 | .357 | .802 | 6.0 | 4.8 | 1.0 | .4  | 2.6 | 25.2 |
| 2007–08      | NJN          | 76    | 72  | 38.9 | .456 | .359 | .816 | 6.0 | 5.1 | 1.2 | .4  | 2.3 | 21.3 |
| 2008–09      | NJN          | 80    | 80  | 36.8 | .437 | .385 | .817 | 5.1 | 4.7 | 1.0 | .5  | 2.0 | 20.8 |
| 2009–10      | ORL          | 75    | 74  | 30.8 | .428 | .367 | .840 | 3.9 | 3.1 | .7  | .2  | 1.4 | 16.6 |
| 2010–11      | ORL          | 22    | 22  | 30.2 | .470 | .346 | .747 | 4.1 | 2.9 | .9  | .1  | 1.6 | 15.1 |
| 2010–11      | PHX          | 51    | 41  | 27.2 | .422 | .366 | .735 | 3.6 | 1.6 | .9  | .3  | 1.0 | 13.5 |
| 2011–12      | DAL          | 61    | 40  | 25.3 | .411 | .361 | .826 | 3.4 | 2.3 | .9  | .4  | 1.3 | 10.1 |
| 2012–13      | DAL          | 81    | 3   | 25.8 | .435 | .406 | .816 | 4.1 | 2.4 | .9  | .5  | 1.3 | 13.4 |
| 2013–14      | DAL          | 81    | 0   | 24.4 | .407 | .394 | .821 | 3.5 | 2.6 | .8  | .4  | 1.3 | 11.9 |
| 2014–15      | MEM          | 66    | 1   | 16.5 | .333 | .297 | .789 | 2.0 | 1.2 | .7  | .2  | .7  | 5.8  |
| 2015–16      | MEM          | 60    | 3   | 16.8 | .388 | .349 | .833 | 2.4 | .9  | .6  | .3  | .6  | 6.6  |
| 2016–17      | MEM          | 73    | 15  | 24.6 | .394 | .378 | .765 | 3.1 | 1.8 | .8  | .5  | .7  | 8.0  |
| 2017–18      | SAC          | 58    | 5   | 17.7 | .403 | .345 | .757 | 2.6 | 1.2 | .7  | .4  | .6  | 5.4  |
| 2018–19      | ATL          | 76    | 9   | 17.5 | .419 | .389 | .712 | 2.6 | 1.1 | .6  | .4  | .6  | 7.4  |
| 2019–20      | ATL          | 60    | 0   | 14.6 | .352 | .302 | .793 | 2.1 | .8  | .4  | .4  | .6  | 5.0  |
| 通算         | 通算         | 1,541 | 983 | 30.7 | .437 | .374 | .798 | 4.4 | 3.2 | 1.0 | .6  | 1.6 | 17.2 |
| オールスター | オールスター | 7     | 5   | 18.0 | .477 | .375 | .600 | 2.6 | 1.9 | .9  | .1  |     | 10.1 |

- 1998-99シーズンは50試合、2011-12シーズンは66試合、2019-20シーズンは67試合でそれぞれ打ち切り

#### プレーオフ
| シーズン | チーム | GP | GS | MPG  | FG%  | 3P%  | FT%  | RPG | APG | SPG | BPG | TO  | PPG  |
| -------- | ------ | -- | -- | ---- | ---- | ---- | ---- | --- | --- | --- | --- | --- | ---- |
| 1999–00  | TOR    | 3  | 3  | 39.7 | .300 | .100 | .871 | 6.0 | 6.3 | 1.0 | 1.3 | 2.6 | 19.3 |
| 2000–01  | TOR    | 12 | 12 | 44.9 | .436 | .410 | .784 | 6.5 | 4.7 | 1.7 | 1.7 | 2.2 | 27.3 |
| 2004–05  | NJN    | 4  | 4  | 44.8 | .365 | .316 | .861 | 8.5 | 5.8 | 2.3 | .0  | 3.7 | 26.8 |
| 2005–06  | NJN    | 11 | 11 | 40.9 | .463 | .241 | .796 | 7.0 | 5.3 | 1.8 | .5  | 2.3 | 29.6 |
| 2006–07  | NJN    | 12 | 12 | 40.6 | .396 | .389 | .693 | 6.8 | 5.3 | .9  | .6  | 3.1 | 22.3 |
| 2009–10  | ORL    | 14 | 14 | 34.4 | .402 | .235 | .826 | 4.2 | 2.3 | .9  | .2  | 1.5 | 15.5 |
| 2011–12  | DAL    | 4  | 0  | 26.8 | .293 | .300 | .750 | 5.5 | .3  | 1.2 | .5  | 1.5 | 8.3  |
| 2013–14  | DAL    | 7  | 0  | 27.1 | .456 | .484 | .786 | 3.6 | 2.4 | .4  | .3  | 0.8 | 12.6 |
| 通算     | 通算   | 67 | 56 | 38.1 | .413 | .330 | .787 | 5.9 | 4.0 | 1.2 | .7  | 2.2 | 21.3 |

### カレッジ
参照
| シーズン | チーム           | GP  | GS | MPG  | FG%  | 3P%  | FT%  | RPG | APG | SPG | BPG | PPG  |
| -------- | ---------------- | --- | -- | ---- | ---- | ---- | ---- | --- | --- | --- | --- | ---- |
| 1995–96  | ノースカロライナ | 31  | 19 | 17.9 | .492 | .345 | .689 | 3.8 | 1.3 | .6  | .6  | 7.5  |
| 1996–97  | ノースカロライナ | 34  | 34 | 27.6 | .525 | .336 | .750 | 4.5 | 2.4 | 1.4 | .8  | 13.0 |
| 1997–98  | ノースカロライナ | 38  | 38 | 31.2 | .591 | .411 | .680 | 5.1 | 1.9 | 1.2 | .9  | 15.6 |
| 通算     | 通算             | 103 | 91 | 26.0 | .547 | .368 | .705 | 4.5 | 1.9 | 1.1 | .8  | 12.3 |

## 受賞・タイトル
NBA
- 8× NBAオールスター (2000-2007)
- オールNBAセカンドチーム (2001)
- オールNBAサードチーム (2000)
- NBA新人王 (1999)
- NBAオールルーキー・ファーストチーム (1999)
- NBAスラムダンクコンテスト優勝 (2000)
- NBAスポーツマンシップ賞 (2020)
- NBAチームメイト・オブ・ザ・イヤー賞 (2016)

国際試合
- オリンピック金メダル (2000)
- FIBAアメリカカップ金メダル (2003)

NCAA
- オールアメリカン・コンセンサスセカンドチーム (1998)
- オールACCファーストチーム (1998)
- オールACCサードチーム (1997)
- No. 15 ノースカロライナ・ターヒールズより表彰

ハイスクール
- パレード誌オールアメリカン・ファーストチーム (1995)
- マクドナルド・オール・アメリカン (1995)
- フロリダ州ミスター・バスケットボール (1995)

## ダンクコンテスト
プロ入り2年目の1999-2000シーズン、2000年オールスターゲーム前日のNBAオールスター・スラムダンクコンテストでの優勝で全米を驚愕させたことでスラムダンカーの象徴となった。全5回の試技の内、3回で50点満点を、1回で49点という数字を叩き出した。1回目のダンクは逆回転360ウィンドミル。コート左側をウィークサイド寄りに切り込み、ゴール手前で踏み切ると360°体の向きを回転させて、腕を風車のようにグルリと回してリムに叩き込んだ。通常の場合は右利きであれば、進行方向と腕の振りから、反時計周りに回転するのが普通だが、カーターの場合は時計回りに回転するもので難易度も高く、美しい腕の振りがより強調され、いきなりの満点。2度目はボードの裏から助走なしで1度目のダンクと酷似したものを披露。49点であった。3度目は空中で受けたバウンドパスをそのまま空中で股の下を通しダンクするアリウープ・レッグスルー。こちらも満点で今、現在でも史上最高のスラムダンクとして記憶されている。4度目はダンクした腕をリムに肘まで入れてぶら下る、カーターオリジナルのエルボーダンクでまたも満点。最後の試技はボースハンドレーンアップで47点であった。すぐれた跳躍力だけでなく、オリジナリティ、空中でのボディバランス、芸術性など、ダンクコンテストの審査項目全てで、NBAの中でも歴史的なもので新世紀ダンク王の称号をその手中に収めた。

## その他
- トロント・ラプターズ時代のチームメイトであるトレイシー・マグレディとは従兄弟同士と広く言われているが、実際はカーターの義理の曾祖父とマグレディの祖母が兄妹という関係であり、血の繋がりはない。

- マイケル・ジョーダンのニックネーム、エア・ジョーダンにちなんで、かつてカナダのチームであるラプターズ所属であったことからエアカナダ(Air Canada)という呼び名を持っていた。そのほかにもプレーの素晴らしさから「半分人、半分驚異」(Half-man, Half-amazing)、名前の「ヴィンス」と「狂気の沙汰」(insanity)を組み合わせた「ヴィンサニティ」(Vinsanity)の呼び名もある。

- 妻のエレンはアントワン・ジェイミソンの妻と姉妹で、大学時代はチアリーダーだった。

- 1998年からバスケットボール選手としては初めてプーマのスポンサーシップを受ける。しかし、2000年のオールスターにプーマと契約中にもかかわらずAND1のシューズを履いて登場。しかもプーマのシューズが「足に合わない」との理由から契約解除を求めて裁判で争ったが敗れ、1,350万ドルの賠償金を支払うように命じられる。しかし当時人気絶頂のカーターとの独占契約をねらったナイキがその賠償金を肩代わりすることを申し入れ、カーターはナイキと契約を結んだ。

- 残った大学の単位は夏季講習を受けるなどして修得し、2001年に卒業することになったが、卒業式の日はNBAプレーオフの対フィラデルフィア・76ers戦第7戦の朝だった。プレーオフの最中でありながら卒業式に出席することは青少年に勉強の大切さを伝えるために良いアピールだと考えたカーターは式に出席し、その日の試合では20得点、9アシスト、7リバウンドをマーク。しかし、逆転を狙ったラストショットを外してしまい卒業式に出席した疲労が影響したとして批判されてしまった[誰によって?]。

## 脚註
1. ↑  中山恵『スーパスターに学ぶバスケットボール』株式会社ナツメ社、2003年、42ページ、ISBN 4-8163-3437-8
2. ↑  “NBA's greatest dunker of all time”. FOXSports.com. 2022年2月3日閲覧。
3. ↑  “Vince Carter: The Greatest Dunkers of All Time”. hardwoodandhollywood.com (2014年2月11日). 2022年2月3日閲覧。
4. ↑  “Re-Ranking the NBA's Best Dunkers of All Time” (英語). BleacherReport.com. 2022年2月3日閲覧。
5. ↑  “Ranking Top 10 Dunkers in NBA History” (英語). NBA.com. 2022年2月3日閲覧。
6. ↑  “Orlando Acquires Vince Carter and Ryan Anderson From New Jersey”. NBA.com (2009年6月25日). 2017年12月18日閲覧。
7. ↑  “Suns, Magic Complete Six-Player Trade”. NBA.com (2010年12月18日). 2017年12月18日閲覧。
8. ↑  “Mavericks sign eight-time All-Star Vince Carter to three-year contract”. dallasnews.com (2011年12月12日). 2017年12月18日閲覧。
9. ↑  “Notebook: Mavericks 109, Spurs 108”. NBA.com (2014年4月26日). 2017年12月18日閲覧。
10. ↑  “Grizzlies sign Vince Carter to multi-year contract”. NBA.com (2014年7月12日). 2014年7月12日閲覧。
11. ↑  Veteran Vince Carter agrees to join Kings on one-year deal
12. ↑  “Atlanta Hawks Sign Vince Carter”. NBA.com (2018年8月24日). 2018年8月24日閲覧。
13. ↑  “Carter reaches 25,000 career points with dunk”. nba.com (2018年11月21日). Template:Cite webの呼び出しエラー：引数 accessdate は必須です。
14. ↑  “Lowry's triple-double leads Raptors, Carter gets milestone”. ESPN (2018年11月21日). 2018年11月21日閲覧。
15. ↑  “Atlanta Hawks Re-Sign Vince Carter” (英語). Atlanta Hawks. 2020年6月6日閲覧。
16. ↑  “Vince Carter becomes first NBA player to appear in four decades” (英語). ESPN (2020年1月5日). 2020年1月5日閲覧。
17. ↑  “ホークスのビンス・カーター、22年の現役生活に終止符か | NBA Rakuten”. nba.rakuten.co.jp. 2020年6月5日閲覧。
18. ↑  “NBA return timeline: League sets tentative schedule for restarting, NBA Draft, beginning of next season”. CBS Sports (2020年6月11日). 2020年6月13日閲覧。
19. ↑  “ビンス・カーターが引退を表明 22年の現役生活にピリオド | NBA Rakuten”. nba.rakuten.co.jp. 2020年6月26日閲覧。
20. ↑  “2024年の殿堂入り13人が決定 ビンス・カーターが資格1年目で栄誉に涙「毎日バスケが楽しかった」 | NBA Rakuten”. nba.rakuten.co.jp (2024年4月7日). 2025年3月19日閲覧。
21. ↑  “複数部門で歴代トップ10入りするビンス・カーターの背番号15がネッツの永久欠番に”.   バスケットボールキング (2024年5月16日). 2024年5月16日閲覧。
22. ↑  “Vince Carter, North Carolina”. sportsstats.com. 2007年11月13日時点のオリジナルよりアーカイブ。2020年1月17日閲覧。